# Bolitoglossa anthracina
Bolitoglossa anthracina é uma espécie de anfíbio caudado pertencente à família Plethodontidae, sub-família Plethodontinae.